# Daniel Depland
Daniel Depland (né le 6 juillet 1944 à Saint-Junien en Haute-Vienne et mort le 24 mai 2016 à Londres) est un écrivain français. Il est l'auteur, notamment, de La Java, et de La Mouche verte.

## Biographie
Il est remarqué, dans la deuxième partie des années 1960, par Jean-Jacques Pauvert, et par Violette Leduc, à qui il dédie son premier roman, La Java, en 1969, le récit d'une passion, dans le milieu de la prostitution masculine de Saint-Germain-des-Prés.
S'enchaînent ensuite, chez Gallimard, La Mouche verte en 1973, long monologue ou confidences d'une patronne de bistrot de province sur ses clients, un texte qui fait l'objet d'une adaptation théâtrale, puis Le Chien de pique en 1977, qui renoue avec ce style à la fois sec et lyrique de La Java. Ses œuvres sont mi-autobiographiques mi-romanesques, traitant des passions intimes en les transfigurant,. 
Entretemps, il s'est installé à Londres. Après Gallimard, il est soutenu par Roger Vrigny chez Calmann-Lévy, puis successivement par les éditeurs  Grasset et Denoël. Il meurt le 24 mai 2016, dans la capitale britannique, à l’âge de soixante et onze ans.

## Principales publications

### Romans
- La Java, 1969.
- La Mouche verte, 1973.
- Le Chien de pique, 1977.
- Le Fossoyeur, 1979.
- Le Cirque des tempêtes, 1981.
- La Sirène de Redcliff, 1984.
- Les noces de la lune rouge, 1986.
- La Guerre des mots, 1986
- La Bête écarlate, 1988.
- Le serrurier de Zagreb, 1992.
- L'Homme vêtu de lin, 1994.
- En voie de disparition, 2008.

### Traductions
- Le défi d'Alfred, Robert Lipsyte, 1989.
- La Rose de décembre,Léon Garfield,1990.
- Politiquement correct : contes d'autrefois pour lecteurs d'aujourd'hui, James Finn Garner, 1995.
- Un mystérieux héroïsme, Stephen Crane, 1995.
- Les derniers jours de Hong Kong, Paul Theroux, 1997.
- Leon Garfield raconte Shakespaere : Roméo et Juliette, Hamlet, La Tempête, Le roi Lear, La mégère apprivoisée, Le songe d'une nuit d'été, illustrations de Michael Foreman,1993.
- Le nez de la reine, Dick King-Smith, illustrations de Serge Bloch, 2000.